# Dactylomyia mexicana
Dactylomyia mexicana är en tvåvingeart som beskrevs av Stefan Naglis 2002. Dactylomyia mexicana ingår i släktet Dactylomyia och familjen styltflugor. Inga underarter finns listade i Catalogue of Life.